# Zofia węgierska (zm. 1095)
Zofia węgierska (ur. ok. 1050; zm. 18 czerwca 1095) – królewna węgierska, margrabina Istrii i Krainy, księżna saska.
Zofia była córką króla węgierskiego Beli I i nieznanej z imienia córki króla Polski Mieszka II. Została zaręczona z margrabią Miśni Wilhelmem IV, który zmarł przed ślubem w 1062. Zofia została żoną jego kuzyna margrabiego Ulryka I. Po jego śmierci w 1070 poślubiła księcia saskiego Magnusa (zm. 1106).
Zofia z pierwszego małżeństwa z Ulrykiem I Zofia miała pięcioro dzieci:
- Ulryk II (zm. 1112), poślubił przed 1102 Adelajdę z Turyngii (zm. 1146), córkę hrabiego Ludwika
- Poppo II (zm. 1098), poślubił Richardis (zm. ok. 1130), córkę Engelberta II von Spanheim (zm. 1096)
- Richardis, poślubiła hrabiego Ottona II von Scheyern (zm. ok. 1110)
- Adelajda (zm. 1122), poślubiła wójta katedralnego Fryderyka II z Ratyzbony, następnie hrabiego Udalschalka z Lurngau (zm. 1115)
- Walburga

Zofia z drugiego małżeństwa z księciem saskim Magnusem miała dwoje dzieci:
- Wulfhilda (zm. 29 grudnia 1126 w Altdorf (obecnie Weingarten), poślubiła księcia bawarskiego Henryka IX Czarnego (zm. 1126)
- Eilika (zm. 18 stycznia 1142), poślubiła księcia saskiego Ottona (zm. 9 lutego 1123)